# Hugo Betting
Hugo Adolf Betting (* 25. Januar 1880 in Stuttgart; † März 1930) war ein deutscher Rugby- und Fußballspieler.

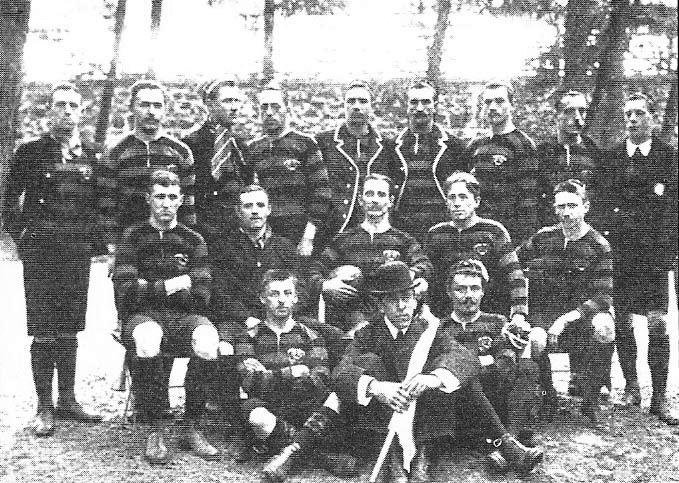
Das deutsche Team bei den Olympischen Spielen 1900
v. l. n. r. oben: Beiler (Ersatz), Poppe, R. Ludwig, Hofmeister, Latscha, Müller, Wenderoth, Stockhausen, Kreuzer
mitte: E. Ludwig, Reitz, Amrhein, Landvoigt, Herrmann
unten: Betting, unbekannt, Schmierer

Betting gehörte zum Kader der ersten Rugbymannschaft des FV Stuttgart 1893, der 1912 zum VfB Stuttgart fusioniert wurde. Betting war der einzige Spieler seines Vereins, der beim Rugby-Wettbewerb der Weltausstellung in Paris 1900 Teil der deutschen Auswahl war, die ansonsten fast ausschließlich aus Spielern des FC Frankfurt bestand. Da der Wettbewerb durch das IOC offiziell dem Programm der Olympischen Sommerspiele 1900 zugeordnet wurde, ging Betting als olympischer Silbermedaillengewinner in die Sportgeschichte ein. 1909 wurde Betting mit dem FV Stuttgart 1893 Deutscher Vizemeister im Rugby.